# Peter Božík
Peter Božík (5. června 1954 – 17. října 1988, Mount Everest) byl slovenský horolezec a československý reprezentant, mistr sportu.

## Lezení
Je autorem asi stovky výstupů v Tatrách, včetně zimního přechodu hlavního hřebene z roku 1980. V Alpách vystoupil – mimo jiné – na Triglav nebo Mont Blanc, na Kavkaze na štít Ščurovského, Ušbu, na Pamíru v roce 1982 na štít Korženěvské. Roku 1984 dokázal spolu se Stejskalem a Rakoncajem vystoupit na Lhoce Šar (den po Demjánovi). Mezi jeho největší výkony ale patří prvovýstup na K2, který podnikl se dvěma Poláky v roce 1986. Do 1. srpna 2012 to byl jediný Slovák, kterému se podařilo stanout na vrcholu K2. Následující rok absolvoval první pokus na Everestu, při němž dosáhl výšky 8200 metrů. V roce 1988 se opět snažil o výstup Boningtonovou cestou alpským stylem. Všichni čtyři lezci, tedy Just, Božík, Becík a Jaško ale zemřeli při sestupu ve vichřici. Just předtím vystoupil až na hlavní vrchol, Božík na jižní.